# شیخ‌میری کلهر
شیخ‌میری کَلهُر روستایی است از توابع شهرستان بروجرد در استان لرستان. این روستا در دهستان همت‌آباد در بخش مرکزی و در منطقه موسوم به چال گودرزی در این شهرستان قرار دارد. همگی از لر طایفه زیار یا زیودار هستند و به زبان لری سخن می گویند. شیخ میری کلهر در شش کیلومتری غرب شهر بروجرد قرار گرفته‌است. 

## جمعیت
بنابر سرشماری مرکز آمار ایران، جمعیت شیخ‌میری کلهر در سال ۱۳۸۵ برابر با ۲۱۵ نفر بوده‌است که از این میان ۱۱۱ نفر مرد و بقیه زن بوده‌اند. ۶۹٪ ساکنان این روستا باسوادند. شیخ‌میری کلهر ۵۹ خانوار دارد.
مردم این روستا از طایفه های: امیرسرداری_ معظمی گودرزی_ هستند 